# Pardalaspinus adversarius
Pardalaspinus adversarius är en tvåvingeart som beskrevs av Erich Martin Hering 1952. Pardalaspinus adversarius ingår i släktet Pardalaspinus och familjen borrflugor. Inga underarter finns listade i Catalogue of Life.